# یودای اوگاوا
یودای اوگاوا (انگلیسی: Yudai Ogawa؛ زادهٔ ۴ اکتبر ۱۹۹۶) بازیکن فوتبال اهل ژاپن است.
از باشگاه‌هایی که در آن بازی کرده‌است می‌توان به باشگاه فوتبال ویدزف ووچ اشاره کرد.